# 牛皮消
薄葉牛皮消（学名：Cynanchum auriculatum）是夹竹桃科鹅绒藤属的植物。

## 形态
多年生缠绕草本，全株有微柔毛，地下有肥厚块根；广卵形叶子对生，基部为深心脏形，有时两耳相遇；花序腋生呈聚伞状，夏季开黄白色花；长角状蓇葖果，上部渐尖，内有多数种子。

## 分布
分布在印度、台湾岛以及中国大陆的福建、湖南、广西、安徽、江西、江苏、西藏、河南、四川、贵州、山东、陕西、湖北、云南、甘肃、河北、浙江、广东等地，生长于海拔3,500米的地区，一般生于从低海拔的沿海地区的山坡林缘、路旁灌木丛中、河流或水沟边潮湿地，目前台灣高雄市內門區已由人工大量繁殖種植。

## 别名
飞来鹤（植物名实图考）；耳叶牛皮消（中国药用植物志）；隔山消（四川、贵州）；牛皮冻（湖南）；何首乌（南京）；瓢瓢藤、老牛瓢、七股莲（江苏）；萬能薯 (台灣)

## 异名
- Cynanchum saccatum W. T. Wang ex Tsiang et P. T. Li
- Cynanchum sibiricum Willd.

## 延伸阅读
[在维基数据编辑]
 《植物名實圖考·飛來鶴》，出自吳其濬《植物名實圖考》